# FIDES
FIDES je reprezentativni panožni sindikat zdravnikov in zobozdravnikov Slovenije. Njegov sedež je v stavbi Domus Medica na Dunajski cesti 162.
FIDES je bil ustanovljen 3. oktobra 1990 v Novem mestu kot samostojni območni sindikat in se do leta 1992 razvil v državnega s sedežem v Ljubljani. Nastal je iz prizadevanja za priznanje posebnosti poklica in ustreznega vrednotenja dela zdravnikov in zobozdravnikov; slednje je bilo doseženo s poklicno pododbo leta 1994. Za uveljavitev svojih ciljev je FIDES organiziral več odmevnih stavk, med drugimi stavko leta 1996, ki je trajala od 21. marca do 12. aprila, s katero je dosegel podpis dodatka h kolektivni pogodbi iz leta 1994.
Najvišja organa FIDES-a sta konferenca in glavni odbor. Do leta 1994 je glavni odbor vodil Andrej Šinkovec, nato skoraj 30 let do leta 2023 Konrad Kuštrin
Na letni konferenci 14. marca 2023 so delegati za novega predsednika izvolili anesteziologa izolske bolnišnice Damjana Polha, dotedanjega podpredsednika sindikata in člana Fidesove pogajalske skupine.
Odbori FIDES-a delujejo v vseh javnih zdravstvenih organizacijah. Od leta 1995 je FIDES član Evropske federacije zdravnikov v delovnem razmerju FEMS.